# ETTU Champions League 2015/16
Die ETTU Champions League wurde in der Saison 2015/2016 zum 18. Mal veranstaltet. Als Titelverteidiger trat der russische Verein Gazprom Fakel Orenburg an. Insgesamt nahmen 16 Mannschaften aus 7 Ländern teil (4 aus Frankreich, je 3 aus Deutschland und Polen, je 2 aus Österreich und Russland, je 1 aus Schweden und Tschechien), die auf vier am 13. Juli 2015 ausgeloste Gruppen aufgeteilt wurden. Dort wurden im Ligamodus mit Hin- und Rückspielen die 8 Teilnehmer der K.-o.-Runde ausgespielt, in der jede Begegnung wiederum aus Hin- und Rückspiel bestand. Sieger wurde zum zweiten Mal der französische Verein AS Pontoise-Cergy TT, der sich gegen den Überraschungsfinalisten Eslövs AI aus Schweden durchsetzen konnte.

## Vorrunde

### Gruppe A
| Platz | Mannschaft             | Begegnungen | Spiele | Punkte |
| ----- | ---------------------- | ----------- | ------ | ------ |
| 1     | Gazprom Fakel Orenburg | 6           | 13:8   | 10     |
| 2     | 1. FC Saarbrücken      | 6           | 11:11  | 9      |
| 3     | Vaillante Angers       | 6           | 13:11  | 9      |
| 4     | SPG Walter Wels        | 6           | 7:14   | 8      |

| Datum         | Heimmannschaft         | Gastmannschaft         | Ergebnis |
| ------------- | ---------------------- | ---------------------- | -------- |
| 21. Aug. 2015 | Gazprom Fakel Orenburg | SPG Walter Wels        | 1:3      |
| 21. Aug. 2015 | 1. FC Saarbrücken      | Vaillante Angers       | 2:3      |
| 9. Okt. 2015  | Vaillante Angers       | SPG Walter Wels        | 1:3      |
| 9. Okt. 2015  | 1. FC Saarbrücken      | Gazprom Fakel Orenburg | 0:3      |
| 30. Okt. 2015 | Gazprom Fakel Orenburg | Vaillante Angers       | 3:2      |
| 30. Okt. 2015 | SPG Walter Wels        | 1. FC Saarbrücken      | 0:3      |
| 27. Nov. 2015 | Vaillante Angers       | 1. FC Saarbrücken      | 1:3      |
| 28. Nov. 2015 | SPG Walter Wels        | Gazprom Fakel Orenburg | 0:3      |
| 4. Dez. 2015  | Gazprom Fakel Orenburg | 1. FC Saarbrücken      | 3:0      |
| 5. Dez. 2015  | SPG Walter Wels        | Vaillante Angers       | 0:3      |
| 18. Dez. 2015 | Vaillante Angers       | Gazprom Fakel Orenburg | 3:0      |
| 18. Dez. 2015 | 1. FC Saarbrücken      | SPG Walter Wels        | 3:1      |

### Gruppe B
| Platz | Mannschaft                   | Begegnungen | Spiele | Punkte |
| ----- | ---------------------------- | ----------- | ------ | ------ |
| 1     | Olimpia-Unia Grudziądz       | 6           | 15:12  | 10     |
| 2     | UMMC Verkhnaya Pyshma        | 6           | 14:12  | 10     |
| 3     | Weinviertel Niederösterreich | 6           | 13:10  | 9      |
| 4     | GV Hennebont                 | 6           | 9:17   | 7      |

| Datum         | Heimmannschaft               | Gastmannschaft               | Ergebnis |
| ------------- | ---------------------------- | ---------------------------- | -------- |
| 21. Aug. 2015 | UMMC Verkhnaya Pyshma        | GV Hennebont                 | 3:1      |
| 22. Aug. 2015 | Weinviertel Niederösterreich | Olimpia-Unia Grudziądz       | 3:1      |
| 9. Okt. 2015  | Olimpia-Unia Grudziądz       | GV Hennebont                 | 3:2      |
| 10. Okt. 2015 | Weinviertel Niederösterreich | UMMC Verkhnaya Pyshma        | 3:0      |
| 30. Okt. 2015 | Olimpia-Unia Grudziądz       | UMMC Verkhnaya Pyshma        | 2:3      |
| 30. Okt. 2015 | GV Hennebont                 | Weinviertel Niederösterreich | 3:2      |
| 27. Nov. 2015 | Olimpia-Unia Grudziądz       | Weinviertel Niederösterreich | 3:0      |
| 27. Nov. 2015 | GV Hennebont                 | UMMC Verkhnaya Pyshma        | 1:3      |
| 4. Dez. 2015  | UMMC Verkhnaya Pyshma        | Weinviertel Niederösterreich | 3:2      |
| 6. Dez. 2015  | GV Hennebont                 | Olimpia-Unia Grudziądz       | 2:3      |
| 18. Dez. 2015 | UMMC Verkhnaya Pyshma        | Olimpia-Unia Grudziądz       | 2:3      |
| 18. Dez. 2015 | Weinviertel Niederösterreich | GV Hennebont                 | 3:0      |

### Gruppe C
| Platz | Mannschaft               | Begegnungen | Spiele | Punkte |
| ----- | ------------------------ | ----------- | ------ | ------ |
| 1     | Eslövs AI                | 6           | 15:10  | 10     |
| 2     | AS Pontoise-Cergy TT     | 6           | 16:10  | 10     |
| 3     | Werder Bremen            | 6           | 14:13  | 10     |
| 4     | KST Energa Manekin Toruń | 6           | 6:18   | 6      |

| Datum         | Heimmannschaft           | Gastmannschaft           | Ergebnis |
| ------------- | ------------------------ | ------------------------ | -------- |
| 20. Aug. 2015 | KST Energa Manekin Toruń | Eslövs AI                | 0:3      |
| 21. Aug. 2015 | Werder Bremen            | AS Pontoise-Cergy TT     | 3:2      |
| 9. Okt. 2015  | Eslövs AI                | Werder Bremen            | 3:1      |
| 9. Okt. 2015  | KST Energa Manekin Toruń | AS Pontoise-Cergy TT     | 1:3      |
| 30. Okt. 2015 | Werder Bremen            | KST Energa Manekin Toruń | 3:2      |
| 31. Okt. 2015 | AS Pontoise-Cergy TT     | Eslövs AI                | 2:3      |
| 26. Nov. 2015 | AS Pontoise-Cergy TT     | Werder Bremen            | 3:1      |
| 27. Nov. 2015 | Eslövs AI                | KST Energa Manekin Toruń | 3:1      |
| 4. Dez. 2015  | Werder Bremen            | Eslövs AI                | 3:2      |
| 5. Dez. 2015  | AS Pontoise-Cergy TT     | KST Energa Manekin Toruń | 3:1      |
| 18. Dez. 2015 | Eslövs AI                | AS Pontoise-Cergy TT     | 1:3      |
| 18. Dez. 2015 | KST Energa Manekin Toruń | Werder Bremen            | 1:3      |

### Gruppe D
| Platz | Mannschaft               | Begegnungen | Spiele | Punkte |
| ----- | ------------------------ | ----------- | ------ | ------ |
| 1     | Chartres ASTT            | 6           | 18:7   | 12     |
| 2     | Borussia Düsseldorf      | 6           | 14:12  | 10     |
| 3     | STEN marketing HB Ostrov | 6           | 12:14  | 8      |
| 4     | Bogoria Grodzisk         | 6           | 7:18   | 6      |

| Datum         | Heimmannschaft           | Gastmannschaft           | Ergebnis |
| ------------- | ------------------------ | ------------------------ | -------- |
| 21. Aug. 2015 | Chartres ASTT            | STEN marketing HB Ostrov | 3:1      |
| 21. Aug. 2015 | Borussia Düsseldorf      | Bogoria Grodzisk         | 3:1      |
| 9. Okt. 2015  | Chartres ASTT            | Borussia Düsseldorf      | 3:2      |
| 11. Okt. 2015 | STEN marketing HB Ostrov | Bogoria Grodzisk         | 3:2      |
| 30. Okt. 2015 | Bogoria Grodzisk         | Chartres ASTT            | 2:3      |
| 30. Okt. 2015 | Borussia Düsseldorf      | STEN marketing HB Ostrov | 3:1      |
| 27. Nov. 2015 | STEN marketing HB Ostrov | Chartres ASTT            | 2:3      |
| 27. Nov. 2015 | Bogoria Grodzisk         | Borussia Düsseldorf      | 2:3      |
| 4. Dez. 2015  | Borussia Düsseldorf      | Chartres ASTT            | 0:3      |
| 6. Dez. 2015  | Bogoria Grodzisk         | STEN marketing HB Ostrov | 0:3      |
| 18. Dez. 2015 | Chartres ASTT            | Bogoria Grodzisk         | 3:0      |
| 18. Dez. 2015 | STEN marketing HB Ostrov | Borussia Düsseldorf      | 2:3      |

## Hauptrunde
Im Finale konnte sich Pontoise-Cergy knapp gegen Eslövs AI durchsetzen. Nach dem mit 1:3 (5:9 Sätze) verlorenen Hinspiel gelang Pontoise im Rückspiel ein 3:1-Erfolg (10:5 Sätze), sodass der Titel mit einem Satzverhältnis von 15:14 nach Frankreich ging.

|  | Viertelfinale | Viertelfinale    | Viertelfinale  | Viertelfinale | Viertelfinale |          |            | Halbfinale     | Halbfinale | Halbfinale | Halbfinale | Halbfinale |  |  | Finale | Finale | Finale | Finale | Finale |
|  |               |                  |                |               |               |          |            |                |            |            |            |            |  |  |        |        |        |        |        |
|  | Russland      | Verkhnaya Pyshma | 1              | 2             | 3             |          |            |                |            |            |            |            |  |  |        |        |        |        |        |
|  | Russland      | Orenburg         | 3              | 3             | 6             |          |            |                |            |            |            |            |  |  |        |        |        |        |        |
|  | Russland      | Orenburg         | 3              | 3             | 6             | Russland | Orenburg   | 1              | 3          | 4          |            |            |  |  |        |        |        |        |        |
|  |               |                  |                |               |               | Russland | Orenburg   | 1              | 3          | 4          |            |            |  |  |        |        |        |        |        |
|  |               | Frankreich       | Pontoise-Cergy | 3             | 2             | 5        |            |                |            |            |            |            |  |  |        |        |        |        |        |
|  | Deutschland   | Frankreich       | Pontoise-Cergy | 3             | 2             | 5        | Düsseldorf | 2              | 1          | 3          |            |            |  |  |        |        |        |        |        |
|  | Deutschland   |                  |                |               |               |          | Düsseldorf | 2              | 1          | 3          |            |            |  |  |        |        |        |        |        |
|  | Frankreich    | Pontoise-Cergy   | 3              | 3             | 6             |          |            |                |            |            |            |            |  |  |        |        |        |        |        |
|  |               |                  |                |               |               |          | Frankreich | Pontoise-Cergy | 1          | 3          | 415        |            |  |  |        |        |        |        |        |
|  |               | Schweden         | Eslövs AI      | 3             | 1             | 414      |            |                |            |            |            |            |  |  |        |        |        |        |        |
|  | Deutschland   | Saarbrücken      | 1              | 2             | 3             |          |            |                |            |            |            |            |  |  |        |        |        |        |        |
|  | Polen         | Grudziądz        | 3              | 3             | 6             |          |            |                |            |            |            |            |  |  |        |        |        |        |        |
|  | Polen         | Grudziądz        | 3              | 3             | 6             | Polen    | Grudziądz  | 3              | 1          | 4          |            |            |  |  |        |        |        |        |        |
|  |               |                  |                |               |               | Polen    | Grudziądz  | 3              | 1          | 4          |            |            |  |  |        |        |        |        |        |
|  |               | Schweden         | Eslövs AI      | 2             | 3             | 5        |            |                |            |            |            |            |  |  |        |        |        |        |        |
|  | Schweden      | Schweden         | Eslövs AI      | 2             | 3             | 5        | Eslövs AI  | 3              | 2          | 5          |            |            |  |  |        |        |        |        |        |
|  | Schweden      |                  |                |               |               |          | Eslövs AI  | 3              | 2          | 5          |            |            |  |  |        |        |        |        |        |
|  | Frankreich    | Chartres         | 1              | 3             | 4             |          |            |                |            |            |            |            |  |  |        |        |        |        |        |